# Chantal Cauquil
Pour les articles homonymes, voir Cauquil.
Chantal Cauquil, née le 3 juillet 1949 à Montauban, est une femme politique française, membre du parti Lutte ouvrière.
Elle a été députée européenne, élue sur la liste LO/LCR en 1999. Elle a siégé au groupe Gauche unitaire européenne/Gauche verte nordique de 1999 à 2004. Au cours de son mandat, elle manifeste à plusieurs reprises son soutien pour le militant afro-américain Mumia Abu Jamal,. À l'occasion de la campagne présidentielle de 2022 elle fait partie du comité de soutien de Nathalie Arthaud.

## Résultats électoraux

### Élections législatives
| Année | Parti | Parti | Circonscription | 1er tour | 1er tour | 1er tour |
| Année | Parti | Parti | Circonscription | Voix     | %        | Rang     |
| ----- | ----- | ----- | --------------- | -------- | -------- | -------- |
| 1993  |       | LO    | 5e de Paris     | 652      | 2,5      | 6e       |
| 1997  | 743   | LO    | 5e de Paris     | 3,1      | 6e       |          |
| 2002  | 167   | LO    | 5e de Paris     | 0,6      | 13e      |          |
| 2007  | 131   | LO    | 5e de Paris     | 0,4      | 12e      |          |